# 80P/Peters-Hartley
80P/Peters-Hartley, komet Jupiterove obitelji.
Otkrio ga je Peters. Zbog nedostatnih podataka za točno izračunati orbitu, komet je bio izgubljen više od stoljeća. Slučajno ga je otkrio Malcolm Hartley pri jedinici UK Schmidt Telescope opservatorija Siding Spring u Australiji na fotografskoj ploči izloženoj 11. srpnja 1982. godine. Hartley je procijenio sjajnost na magnitudu 15. Viđenje je potvrdio opservatorij u Perthu gdje je orbitu izračunao M. C. Candy i zaključio da je Hartley zbilja ponovo pronašao izgubljeni komet. Simultano su do istog zaključka došli I. Hasegawa i Syuichi Nakano.